# Gymnopleurus naviauxi
Gymnopleurus naviauxi là một loài bọ cánh cứng trong họ Bọ hung (Scarabaeidae).